# Walter Hohmann
Walter Hohmann (ur. 18 marca 1880 w Hardheim, zm. 11 marca 1945 w Essen) – niemiecki architekt; entuzjasta i pionier astronautyki i rakietnictwa; sformułował jeden z podstawowych manewrów statków kosmicznych – manewr transferowy Hohmanna.

## Życiorys
Hohmann urodził się w Hardheim, jako syn lekarza chirurga. Część dzieciństwa (1885-1891) spędził z rodziną w Port Elizabeth w ówczesnej brytyjskiej Kolonii Przylądkowej (dzisiejsze RPA). Szkołę średnią kończył w 1900 w Würzburgu. Studiował architekturę na Uniwersytecie Technicznym w Monachium, kończąc go w 1904. 
Po skończonych studiach Hohmann pracował jako architekt dla takich miast jak Wiedeń, Hanower i Wrocław, po czym został głównym architektem Essen (od 1912).
W trakcie I wojny światowej przez osiem miesięcy obejmował stanowisko wojenne. W 1915 ożenił się z Luise Juenemann, z którą miał dwóch synów: Rudolfa (1916) i Ernsta (1918). W 1920 otrzymał doktorat RWTH Aachen.

### Zainteresowanie astronautyką
Od 1911 żywo interesował się problematyką międzyplanetarnych lotów kosmicznych. Swoje rozważania dotyczące lotów międzyplanetarnych opublikował w 1925 w Die Erreichbarkeit der Himmelskörper (Dosięgalność ciał niebieskich), gdzie sformułował trajektorię lotu statku kosmicznego między dwoma planetami Układu Słonecznego wymagającą niskiego nakładu energii. Manewr wykorzystujący taką trajektorię lotu został potem nazwany jego nazwiskiem, manewr transferowy Hohmanna. Jego pracę miał inspirować niemiecki pisarz s-f, Kurd Lasswitz, autor książki Dwie planety.
Hohmann zajmował się też problemem powrotu statku kosmicznego na Ziemię, w tym problematyką lądowania. Swoje wnioski opublikował w 1928. Jego idee zostały wykorzystane przez Amerykanów przy budowie lądownika księżycowego Apollo.
Dzięki publikacji stał się wpływową postacią w niemieckim amatorskim ruchu rakietniczym. Udzielał się w niemieckim Towarzystwie Podróży Kosmicznych, ale zerwał z nim kontakty, gdy organizacja została przejęta przez wojsko, nie chcąc w żaden sposób przyczyniać się do rozwoju broni rakietowej.
Zmarł w szpitalu w Essen po alianckich bombardowaniach miasta.

## Publikacje
- Die Erreichbarkeit der Himmelskörper, wyd. "Verlag Oldenbourg", Monachium, 1925
- Fahrtrouten, Fahrtzeiten, Landungsmöglichkeiten w Die Möglichkeiten der Weltraumfahrt  Willy'ego Ley'a, wyd. "Hachmeister und Thal", Lipsk, 1928
- Die Erreichbarkeit der Himmelskörper, wyd. "Verlag Oldenbourg", Monachium, 1994

## Uznania
- w Essen znajduje się obserwatorium jego imienia, które to imię w 1971 nadało esseńskie towarzystwo astronomiczne. W 2009 na terenie obserwatorium stanęła poświęcona Hohmannowi tablica pamiątkowa.
- w 1971 jego nazwiskiem ochrzczono krater na Księżycu
- w 1976 został wciągnięty przez muzeum historii kosmosu w Nowym Meksyku do międzynarodowego panteonu kosmosu[1]
- planetoida (9661) Hohmann, odkryta w 1996